# Représentations diplomatiques à Sao Tomé-et-Principe

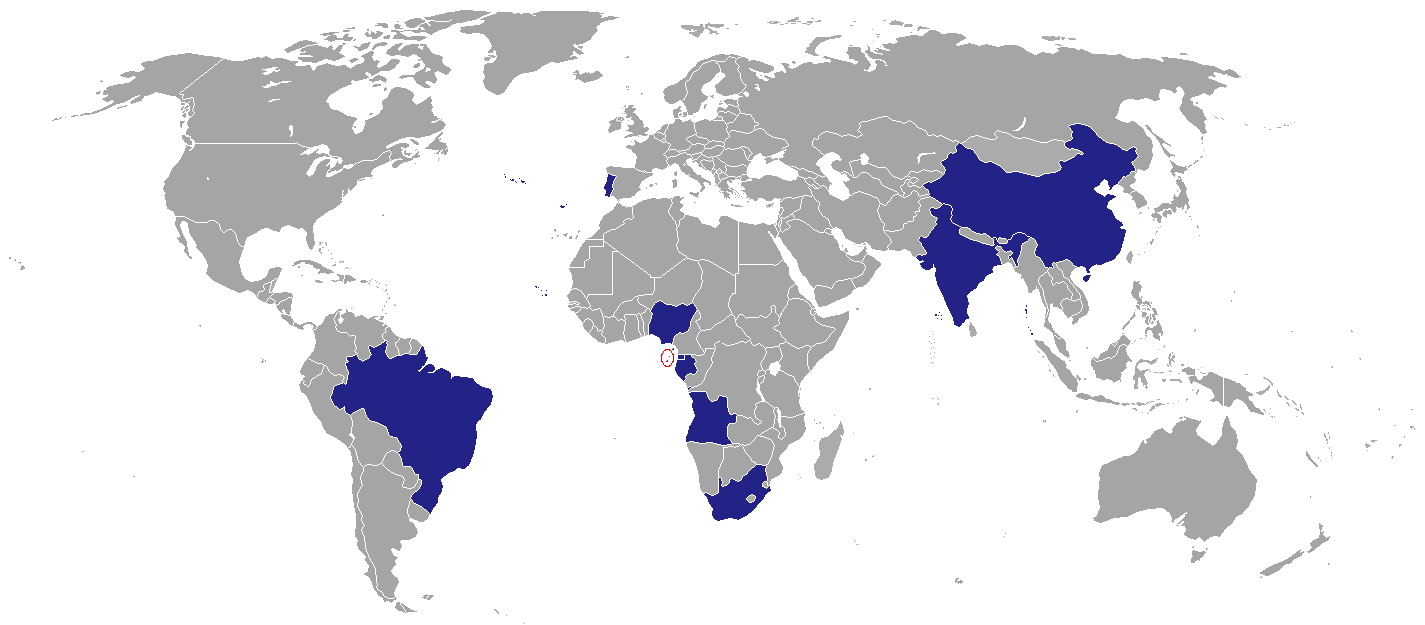
Carte des représentations diplomatiques à São Tomé e Príncipe

Voici une liste des représentations diplomatiques à São Tomé-et-Príncipe. Actuellement, la capitale São Tomé abrite neuf ambassades. Plusieurs autres pays accréditent des ambassadeurs d'autres capitales.

## Ambassades
São Tomé
| - Afrique du Sud - Angola - Brésil - Cap-Vert - Chine - Gabon - Guinée équatoriale - Nigeria - Portugal |

## Ambassades non résidentes
| - Allemagne (Libreville) - Argentine (Abuja) - Australie (Lisbon) - Palestine (Luanda) - Autriche (Abuja) - Belgique (Luanda) - Cameroun (Libreville) - Canada (Yaoundé) - Corée du Sud (Libreville) - Croatie (Lisbonne) - Cuba (Luanda) - Danemark (Lisbonne) - Espagne (Libreville) - États-Unis (Libreville) - France (Libreville) - Grèce (Lisbonne) - Inde (Luanda) - Irlande (Abuja) - Israël (Luanda) - Italie (Luanda) - Japon (Libreville) | - Mali (Libreville) - Mexique (New York) - Mozambique (Luanda) - Norvège (Luanda) - Pays-Bas (Luanda) - Philippines (Lisbonne) - Pologne (Luanda) - Tchéquie (Pretoria) - Roumanie (Luanda) - Royaume-Uni (Luanda) - Russie (Luanda) - Serbie (New York) - Slovaquie (Abuja) - Suède (Luanda) - Suisse (Kinshasa) - Tanzanie (Lusaka) - Thaïlande (Abuja) - Turquie (Libreville) - Union européenne (Libreville) - Viêt Nam (Luanda) |